# Вест Бејден Спрингс
Вест Бејден Спрингс (енгл. West Baden Springs) град је у америчкој савезној држави Индијана.

## Демографија
По попису из 2010. године број становника је 574, што је 44 (-7,1%) становника мање него 2000. године.
| Група             | 2000.       | 2010.       |
| Белци             | 580 (93,9%) | 533 (92,9%) |
| Афроамериканци    | 13 (2,1%)   | 18 (3,1%)   |
| Азијати           | 5 (0,8%)    | 2 (0,3%)    |
| Хиспаноамериканци | 19 (3,1%)   | 8 (1,4%)    |
| Укупно            | 618         | 574         |